# Dalla
Dalla (arab. دلة) – wieś w Syrii, w muhafazie Hama. W 2004 roku liczyła 535 mieszkańców.